# Raz Hershko
Raz Hershko (19 de junho de 1998) é um judoca israelense.

## Carreira
Hershko esteve nos Jogos Olímpicos de Verão de 2020 em Tóquio, onde conquistou a medalha de bronze no confronto por equipes mistas como representante de Israel, conjunto de judocas que derrotou o time russo.